# Ma.Bra. E.P. Volume 1
Ma.Bra. E.P. Volume 1 è un singolo dell'anno 2007 del dj italiano Maurizio Braccagni in arte Ma.Bra.

## Tracce
1. Tekno (meets Speed Inc.) 5:20
2. Al Ritmo (ft. Spanic Boy) 5:07
3. We Want To Rock (vs. Klubnoize) 5:31
4. Friends (Rave Sonance vs. Ma.Bra.) 5:30